# يوجينة حمراء الثمار
يوجينة حمراء الثمار (الاسم العلمي: Eugenia erythrocarpa) هي نوع من النباتات تتبع جنس اليوجينة من فصيلة الآسية.